# Меґуро Шьоджі
Меґуро Шьоджі (яп. 目黒 将司, кириліз.: Меґуро Шьоджі; нар. 4 червня 1971, Токіо) — японський композитор, гітарист і відеоігровий дизайнер. Найбільш відомий своєю роботою над серіями Shin Megami Tensei та Persona від компанії Atlus. Його музика охоплює кілька жанрів, таких як рок, електронна музика, J-pop, джаз та симфонічна музика. Меґуро також був дизайнером інді-ігор та креативним директором ремейків Persona та Persona 2 для PlayStation Portable.

## Життєпис

### Раннє життя
Шьоджі Меґуро народився 4 червня 1971 року в Токіо, Японія. З раннього віку він мав доступ до технологій, оскільки його батьки керували фабрикою. У дитинстві Меґуро не цікавився популярною музикою — замість цього слухав і насолоджувався класикою. У середній школі він почав захоплюватися джазом і такими виконавцями, як T-Square, Герб Алперт та Casiopea. Саме тоді він особливо зацікавився написанням музики та її комерціалізацією. Пізніше він обрав спеціальність «гідродинаміка» в Технологічному коледжі промисловості при Університеті Ніхон.

## Творчість

### Відеоігри
| Рік  | Назва                                                 | Роль                                                        |
| ---- | ----------------------------------------------------- | ----------------------------------------------------------- |
| 1996 | Revelations: Persona                                  | Музика спільно з Хідехіто Аокі, Кенічі Цучією, Місакі Окібе |
| 1996 | Yusha: Heaven's Gate                                  | Музика спільно з Кенічі Цучією, Тошіко Тасакі, Місакі Окібе |
| 1997 | Devil Summoner: Soul Hackers                          | Музика спільно з Тошіко Тасакі, Цукаса Масуко               |
| 1999 | Maken X                                               | Музика спільно з Такахіро Оґата                             |
| 2001 | Maken Shao: Demon Sword                               | Музика                                                      |
| 2003 | Shin Megami Tensei III: Nocturne                      | Музика спільно з Кенічі Цучією, Тошіко Тасакі               |
| 2004 | Digital Devil Saga                                    | Музика спільно з Кенічі Цучією                              |
| 2005 | Digital Devil Saga 2                                  | Музика                                                      |
| 2005 | Trauma Center: Under the Knife                        | Музика спільно з Кенічі Цучією, Кенічі Кіккавою             |
| 2006 | Devil Summoner: Raidou Kuzunoha vs. the Soulless Army | Музика                                                      |
| 2006 | Persona 3                                             | Музика                                                      |
| 2006 | Trauma Center: Second Opinion                         | Режисер звукозапису                                         |
| 2007 | Shin Megami Tensei: Imagine                           | Опенінґ                                                     |
| 2007 | Persona 3 FES                                         | Музика                                                      |
| 2008 | Persona 4                                             | Музика                                                      |
| 2008 | Devil Summoner 2: Raidou Kuzunoha vs. King Abaddon    | Музика                                                      |
| 2009 | Shin Megami Tensei: Persona                           | Ігровий директор, опенінґ та ендінґ, аранжування            |
| 2009 | Shin Megami Tensei: Strange Journey                   | Музика                                                      |
| 2009 | Persona 3 Portable                                    | Музика                                                      |
| 2010 | Trauma Team                                           | Музика спільно з Ацуші Кітаджьо, Рьотою Кодзукою            |
| 2011 | Catherine                                             | Музика спільно з Ацуші Кітаджьо, Кенічі Цучією              |
| 2011 | Persona 2: Innocent Sin                               | Ігровий директор, опенін                                    |
| 2012 | Persona 4 Arena                                       | Музика спільно з Ацуші Кітаджьо                             |
| 2012 | Persona 2: Eternal Punishment                         | Ігровий директор                                            |
| 2012 | Persona 4 Golden                                      | Музика спільно з Ацуші Кітаджьо                             |
| 2013 | Persona 4 Arena Ultimax                               | Режисер звукозапису                                         |
| 2014 | Persona Q: Shadow of the Labyrinth                    | Режисер звукозапису                                         |
| 2015 | Devil Survivor 2: Record Breaker                      | Музика                                                      |
| 2015 | Persona 4: Dancing All Night                          | Режисер звукозапису                                         |
| 2016 | Persona 5                                             | Музика; режисер звукозапису                                 |
| 2017 | Shin Megami Tensei: Strange Journey Redux             | Музика спільно з Тоішікі Коніші                             |
| 2018 | Persona 3: Dancing in Moonlight                       | Режисер звукозапису                                         |
| 2018 | Persona 5: Dancing in Starlight                       | Режисер звукозапису                                         |
| 2018 | Persona Q2: New Cinema Labyrinth                      | Режисер звукозапису                                         |
| 2019 | Persona 5 Royal                                       | Музика спільно з Тоішікі Коніші                             |
| 2020 | Persona 5 Strikers                                    | Режисер звукозапису                                         |
| 2024 | Persona 3 Reload                                      | Аранжування з Ацуші Кітаджьо                                |
| 2024 | Metaphor: ReFantazio                                  | Музика спільно з Ацуші Кітаджьо та Тошікі Коніші            |
| 2025 | Guns Undarkness                                       | Ігровий дизайн; музика                                      |

### Аніме
| Year | Title                                       | Notes                           |
| ---- | ------------------------------------------- | ------------------------------- |
| 2011 | Persona 4: The Animation                    | Музика                          |
| 2014 | Persona 4: The Golden Animation             | Музика спільно з Тецуєю Кобаяші |
| 2016 | Persona 5: The Animation – The Day Breakers | Музика                          |
| 2018 | Persona 5: The Animation                    | Музика                          |

#### «Persona 3 The Movie»
| Year | Title                       | Notes                           |
| ---- | --------------------------- | ------------------------------- |
| 2013 | #1 Spring of Birth          | Музика                          |
| 2014 | #2 Midsummer Knight's Dream | «Fate is In Our Hands»          |
| 2015 | #3 Falling Down             | Музика спільно з Тецуєю Кобаяші |
| 2016 | #4 Winter of Rebirth        | «My Testimony»                  |